# Die Sonne im Gesicht
Die Sonne im Gesicht, ein Mädchen in Afghanistan  (Originaltitel: The Breadwinner) ist ein Roman von Deborah Ellis aus dem Jahr 2001.

## Zusammenfassung
Die Erzählung folgt hauptsächlich der Geschichte des elfjährigen Mädchens Parvana und ihrer Familie.
Sie lebt mit ihrer sechsköpfigen Familie in der afghanischen Hauptstadt Kabul. Ihre Eltern sind sehr gebildete Leute, sie waren sogar eine reiche und angesehene Familie, ihr Vater war Geschichtslehrer, bis er in der Schule von einer Bombe getroffen wurde und seinen Fuß verlor. Er hatte in England studiert, ihre Mutter hat als Journalistin gearbeitet, wurde aber entlassen.
Durch die strengen Regeln der Taliban veränderte sich Parvanas Leben sehr stark. Die Taliban befahlen, dass alle Mädchen und Frauen in ihren Häusern bleiben sollten. Den Mädchen wurde verboten, zur Schule zu gehen. Die Frauen durften nur mit männlicher Begleitung aus dem Haus gehen und mussten Burkas tragen.
Die Männer wurden gezwungen, lange Bärte zu tragen. Parvana begleitet ihren Vater jeden Tag auf den Markt, wo er den Leuten, die nicht schreiben und lesen können, Briefe vorliest und schreibt. Eines Abends wird der Vater entführt, die Familienmitglieder werden geschlagen.
Es ist nun kein Mann mehr da, der die Mutter oder die Mädchen in der Öffentlichkeit begleiten kann. Um zu überleben, verkleidet sich Parvana als Junge und führt die Arbeit ihres Vaters weiter. Auf dem Markt trifft sie unerwartet auf ihre ehemalige Schulfreundin Shauzia, die auch als Junge verkleidet ist und als Teejunge arbeitet. Mrs. Weera ist eine gute Freundin der Mutter und möchte eine Frauenorganisation gründen. Damit sie es einfacher haben, zieht sie zu Parvana. Parvana und Shauzia möchten besser verdienen und träumen von einem eigenen Bauchladen. Um an Geld zu kommen, graben sie sogar auf dem Friedhof nach Knochen und verkaufen diese. Schließlich kaufen sie sich einen Bauchladen, doch glücklicher sind sie nicht.
Shauzia plant dann aus Afghanistan zu flüchten, zuerst nach Pakistan und dann nach Frankreich. Einige Tage später wird schon die Heirat von Parvanas großer Schwester Nooria geplant. Die ganze Familie, außer Parvana, geht zur Hochzeit. Sie wird arbeiten. Die Hochzeit wird in der Stadt Mazar-e-Sharif stattfinden, in der Stadt, die von den Taliban noch nicht eingenommen wurde. Dort gibt es keine Regelungen; Parvanas Schwester möchte dort studieren und Lehrerin werden.
Einige Wochen später findet Parvana in einem verlassenen Haus ein weinendes Mädchen und nimmt es zu sich nach Hause. Das Mädchen heißt Homa und ist aus Mazar-e-Sharif geflüchtet. Die Taliban haben die Stadt eingenommen und viele Menschen in ihren Häusern und Wohnungen erschossen; so auch Homas Eltern. Eines Tages kommt Parvanas Vater nach Hause zurück; er ist sehr krank. Mrs. Weera kümmert sich um ihn und Parvana arbeitet nun noch mehr, um eine teure Medizin für den Vater zu kaufen. Mit ihrem Vater möchte sie nach Mazar fahren, um den Rest der Familie zu suchen. Zwei Tage später steigen Parvana und ihr Vater auf einen Lastwagen, der sie nach Mazar bringen soll. Im letzten Augenblick kommt Shauzia, um sich zu verabschieden. Sie wollen sich nicht „Leb wohl“ sagen und sie beschließen, sich am ersten Frühlingstag in 20 Jahren zu treffen – in Paris auf dem Eiffelturm.

## Weitere Informationen
Die Autorin, eine Schriftstellerin und Psychotherapeutin aus Toronto, verbrachte mehrere Monate in afghanischen Flüchtlingslagern, um die Lebensumstände von Frauen und Mädchen unter einem frauenfeindlichen Regime kennenzulernen. Sämtliche Einnahmen aus dem Buch gehen an afghanische Flüchtlingscamps in Pakistan, wo sie für die Ausbildung von Mädchen verwendet werden.
Die Sonne im Gesicht erhielt verschiedene Literaturpreise und wurde für Auszeichnungen nominiert. 

Im April 2003 erschien eine Fortsetzung: Im Herzen die Angst – Eine Flucht aus Afghanistan.

## Film-Adaption
Am 17. November 2017 wurde der Roman unter dem Titel Der Brotverdiener (Originaltitel: The Breadwinner), unter der Regie von Nora Twomey, als Film adaptiert.